# Rheinmetall Rh-120

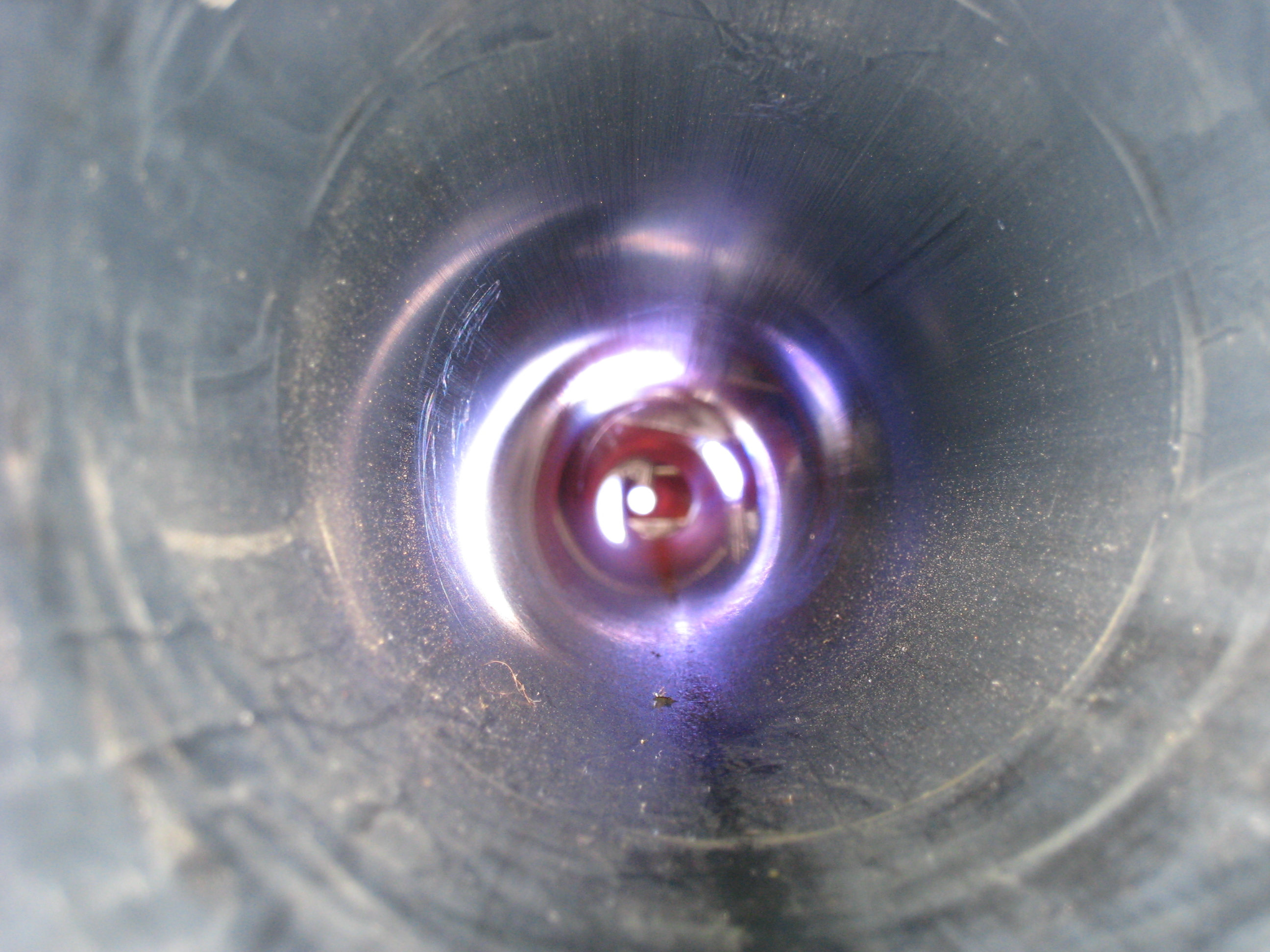
Rh-120's eldrör. Notera avsaknaden av räffling.

Rheinmetall Rh-120 är en slätborrad högtryckskanon med en kaliber på 12 cm konstruerad av den tyska vapentillverkaren Rheinmetall-DeTec AG. Den finns i två primära versioner som huvudsakligen skiljer sig genom olika eldrörslängd. Den ena har ett L/44-rör och den andra ett L/55-rör.

## Egenskaper
Rh-120 är en så kallad slätborrad högtryckskanon. Detta betyder att kanonen saknar räffling och istället stabiliserar projektilerna med hög energi och fenstabilisering, det vill säga att projektilerna har fenor likt en pil. Dess patroner är även försedda med hylsor som brinner upp vid avfyrning. Detta för att öka eldhastigheten då ingen hylsa behöver lämna kanonen för omladdning. 
Dess huvudsakliga projektiler är: pilprojektil, pansarspränggranat och spränggranat, men den har även tillgång till mer specialiserade projektiler som rökgranat och liknande.

## Användning
Rh-120 är primärt menad som en stridsvagnskanon och har sett stor framgång runt om i världen som detta då den har valts som huvudbeväpning på ett flertal av världens stridsvagnar, däribland Leopard 2 och M1 Abrams. Kanonen brukas även i Sverige på stridsvagn 122, då under beteckningen 12 cm kanon strv 121/122.

## Teknisk data
|               | L/44    | L/55    |
| ------------- | ------- | ------- |
| Kaliber       | 120 mm  | 120 mm  |
| Längd eldrör: | 5280 mm | 6600 mm |
| Vikt eldrör:  | 1190 kg | 1347 kg |
| Slutstycke:   | 50 kg   | 65 kg   |
| Totalvikt:    | 3780 kg | 4160 kg |

## Varianter

### Huvudvarianter
- Rh-120 L44 – 1979, utgör beväpning hos Leopard 2A4 med flera
  - 120 mm stridsvagnskanon Typ 90 (90式戦車砲) – japansk licensproduktion av Rh-120 L/44 från 1992, utgör beväpning hos Stridsvagn Typ 90
  - 12 cm kanon strv 121/122 – beteckning för Rh-120 L/44 i svensk tjänst från 1995, utgör beväpning hos stridsvagn 121, stridsvagn 122

- Rh-120 L47 LR (Låg Rekyl) – variant med mynningsbroms för lättare fordon[4]

- Rh-120 L47 LLR (Lätt, Låg Rekyl) – lättviktsvariant med mynningsbroms[4] från 2003, avsedd för lätta fordon, utgör beväpning hos Hägglunds CV 90120-T[5]

- Rh-120 L55 – variant med L/55 eldrör, framtagen mellan Schweiz, Nederländerna och Tyskland från 1991 till 2001, utgör beväpning hos Leopard 2A6, Leopard 2A7 med flera
- Rh-120 L55 A1 – vidareutvecklad L/55-variant med högre kammartryck från 2018, utgör beväpning hos Challenger 3 (planerad till 2027) med flera.

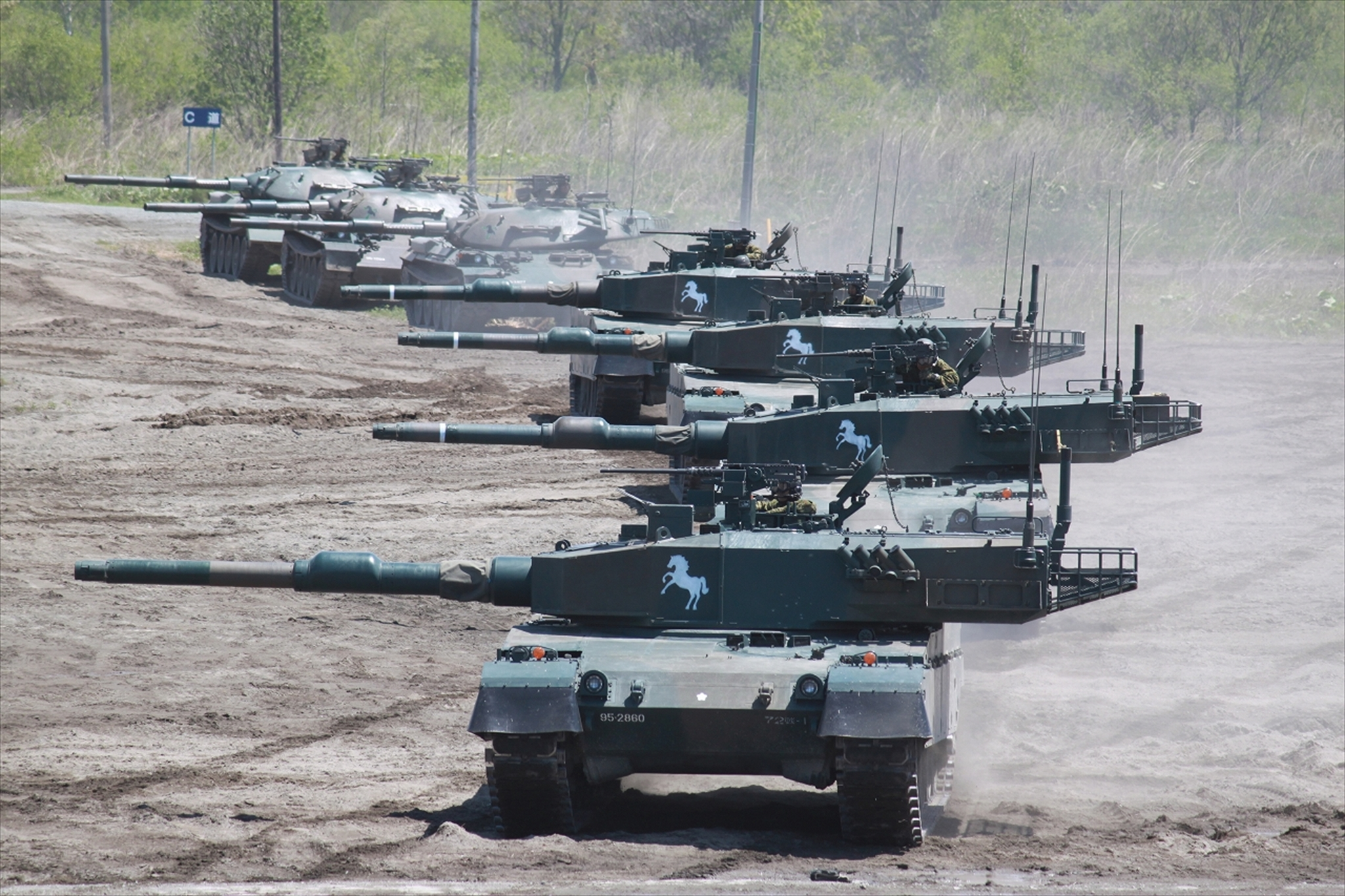
Rh-120 L44 på japanska Stridsvagn Typ 90.
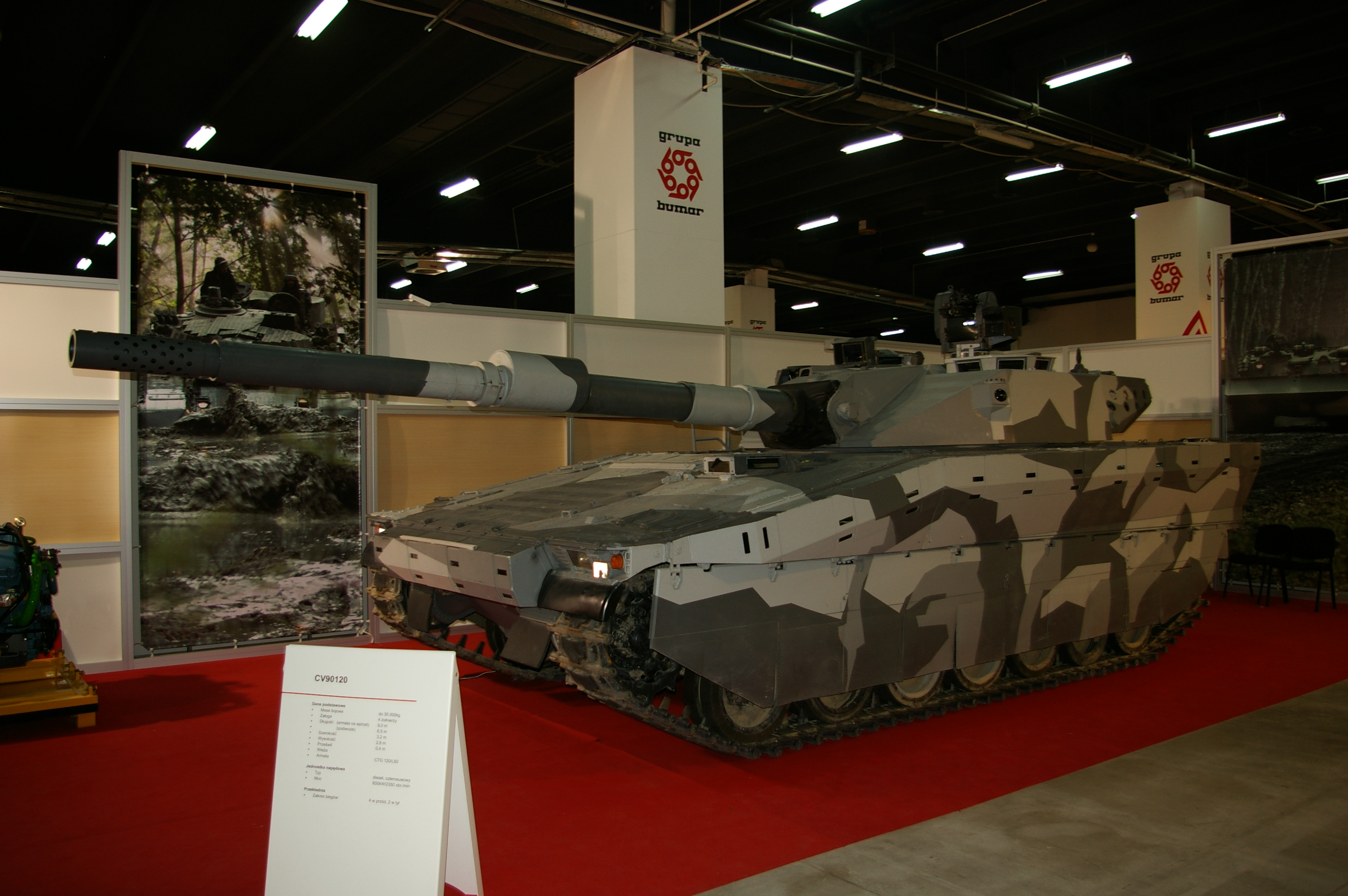
Rh-120 L47 LLR på Hägglunds CV 90120-T.
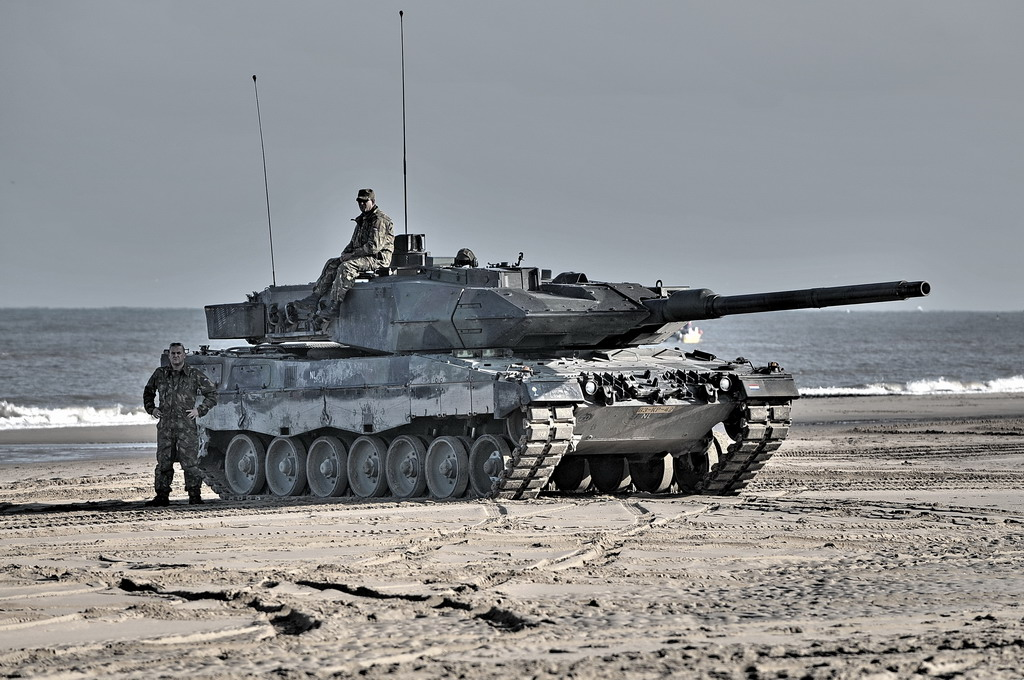
Rh-120 L55 på nederländsk Leopard 2A6.

### Amerikanska varianter
- M256 – amerikanskproducerad variant av Rh-120 L/44 från 1985, utgör beväpning hos M1A1 Abrams
- M256A1 – M256 L/44 med högre kammartryck från cirka 1990, utgör beväpning hos M1A1 Abrams, M1A2 Abrams, M1A2 SEP Abrams
  - KM256 – sydkoreansk licensproduktion av M256A1 från 1996, utgör beväpning hos K1A1
- M256E1 – amerikanska experiment med L/55 eldrör från 1998, utprovad på M1A1 Abrams

## Vidareutvecklingar / andra 120 × 570 mm R NATO pjäser
- Giat CN120-25 Modèle G1(en) – fransk pjäs från 1975, utgör beväpning hos AMX-32(en), AMX-40(en)
- Giat CN120-26 Modèle F1(en) – fransk pjäs från 1992, utgör beväpning hos Leclerc
- Hyundai Wia CN08(en) – sydkoreansk L/55 pjäs från 2014, utgör beväpning hos K2 Black Panther
- IMI MG251(en) – israelisk pjäs från 1989, utgör beväpning hos Merkava Mark III, Merkava Mark IV
- IMI MG253(en) – israelisk pjäs från 2003, utgör beväpning hos Sabra Mark I, Sabra Mark II, Sabra Mark III, M60TM
- JSW 120 mm stridsvagnskanon Typ 10 (10式戦車砲) – japansk pjäs från 2010, konstruerad av Japan Stålverk KK(en) (株式会社日本製鋼所), utgör beväpning hos Stridsvagn Typ 10
- OTO Breda 120/44 – italiensk pjäs från 1995, utgör beväpning hos C1 Ariete
- RUAG 120 mm CTG L/50 (Compact Tank Gun) – schweizisk pjäs från 1998 (även i L/44, L/49 och L/52),[6] utgör beväpning hos Hägglunds CV 90120-T[5]

## Jämförbara pjäser
- 2A26(en) – sovjetisk pjäs från 1970, utgör beväpning hos T-64, T-72, T-80, T-84, T-90 med flera
- 2A75(en) – rysk pjäs från 1989, utgör beväpning hos 2S25 Sprut-SD(en)
- 2A82 – rysk pjäs från 1989, utgör beväpning hos T-14 Armata
- Royal Ordnance L11(en) (Storbritannien) – brittisk pjäs från 1966, utgör beväpning hos FV4201 Chieftain, FV4030/4 Challenger 1
- Royal Ordnance L30(en) (Storbritannien) – brittisk pjäs från 1998, utgör beväpning hos FV4034 Challenger 2